# High! MORNING!
『High! MORNING!』（ハイ モーニング）は、ZIP-FMで2018年4月2日から2022年3月31日まで放送されていた朝のワイドプログラムである。通称は「ハイモニ」。

## 概要
2018年3月まで放送された「MORNING CHARGE」の後継番組。
「名古屋の朝を元気にする」をコンセプトとして、1日の始まりにぴったりの音楽と、知っておきたいニュース・トピックスをZIPPIEに届ける番組。

## ナビゲーター
- MEGURU

## スタッフ
- ハマちゃん
- 八田さん
- ナベヤマさん
- ムース
- しげまてぃ
- チャンナカイ

## 放送時間
- 毎週月曜 - 金曜 6:00 - 9:00

## コーナー
特記のないものは月〜金。企業名は提供スポンサー。
現在
- 6:00 「Morning To The Music」
- 6:19 「RADIO SHOPPING PREMIERE」（シーエスシー）
- 6:30 「廣瀬家のコーナー」
- 7:00 「モーニングフォーチュン」
- 7:10 
  - 「CLICK EYE」（月、中京眼科）
  - 「WATCH STYLE」（火、ZETTON）
  - 「方言クイズのコーナー」（水）
  - 「絵描き歌のコーナー」（木）
  - 「新聞折込のコーナー」（金）
- 7:22 「クロストーク」
- 7:24 「今日の豆知識コーナー」
- 7:27 「WORLD POP EYE」
- 7:32 「SPORTS TIPS」（トヨタ紡織）
- 7:37 
  - 「EARLY BIRD ENGLISH」（月、Gaba マンツーマン英会話）
  - 「VERSION "A"」（火、サイボウズ）
  - 「CIRCLE CIRCLE」（水、INOAC）
  - 「HEART OF NAGOYA」（木、MID WARD CITY）
  - 「LIFE GOES ON」（金、林テレンプ）
- 7:45 「サーフボードプログラム・TOYOTA HYPER CHARGER」
  - 8:00 「8時だよ!ポジオーラ」 - このコーナーの関係上、この時間帯のみタイム・シグナルはBEEP音を使用する。
- 8:31
  - 「FOREST CAMP with INABE CITY」（月）
  - 「VERSION "Z"」（火、サイボウズ）
  - 「GUTS 2 U」（木、ガッツレンタカー）
  - 「B.LEAGUE TOPICS」（金、名古屋ダイヤモンドドルフィンズ）
- 8:40 「MESSAGE STATION」（名鉄グループ）
- 8:50 「肯定ペンギン」

過去
- 7:37 「LIFE GOES ON」（金、林テレンプ）

## ショートプログラム
Morning To The Music
毎朝そのお題に沿った事をリスナーと直接電話をし、そのことについてとことん話すコーナー。
廣瀬家のコーナー
朝六時半ごろからは廣瀬家のコーナーというサザエさんをモチーフとしたコーナーがある。
このコーナーでは、新聞が大好きなお父さん、カツオ、ワカメ、タラちゃんなどがニュースをぶった斬るというコーナーになっている。
Morning Fortune
毎朝7時に血液型別占いやラッキーネーム紹介をしているコーナー。三鑑占術杏優（あんゆう）先生が監修している。　
ZETTON WATCH STYLE
毎週火曜日に放送。時計のブランドウォッチ専門店ZETTONがスポンサーのコーナー。
このコーナー内では、「時計の刀」というラジオドラマをやっている。
方言クイズのコーナー
毎週水曜日に放送。番組スタッフのムースが日本47都道府県の方言のクイズを出し、MEGURUが答えるコーナーとなっている。
絵描き歌のコーナー
毎週木曜日に放送。あるお題に沿った絵描き歌をMEGURUが実際に歌い、その後ろには番組スタッフのしげまてぃがはなうたを歌っている。